# آلدو د بندتی
آلدو دِ بندتی (انگلیسی: Aldo De Benedetti؛ ‏ ۱۳ اوت ۱۸۹۲ – ۱۹ ژانویهٔ ۱۹۷۰) فیلم‌نامه‌نویس اهل ایتالیا بود.

## فیلم‌شناسی
- مارکو ویسکونتی (۱۹۲۵)
- ترانه مادر (۱۹۳۷)
- صدای بی رخ (۱۹۳۹)
- رزهای قرمز (۱۹۴۰)
- میخانه سرخ (۱۹۴۰)
- خاطرات دخترمدرسه‌ای (۱۹۴۱)
- زنجیرهای ناپیدا (۱۹۴۲)
- چهار قدم در ابرها (۱۹۴۲)
- هتل لونا، اتاق ۳۴ (۱۹۴۶)
- بانوی کوچک (۱۹۴۹)
- اورینت اکسپرس (۱۹۵۴)
- فرشته سپید (۱۹۵۵)